# 백종윤
백종윤(1985년 9월 17일 ~ )은 대한민국의 기업인이다. IT 전문 연구·개발 기업 ㈜코드베르그의 대표이자 블록체인 연구·개발 기업 ㈜맘모스파운데이션의 회장이다.

## 개요
백종윤은 컴퓨터 공학, 방송·광고 홍보, 경영 등 대학에서 전공한 다양한 지식을 바탕으로 ㈜이엠넷과 ㈜위드마케팅에서 핵심적인 역할을 했다. ㈜임프미디어, ㈜몸스터웍스·MND코퍼레이션 등 회사를 운영하며 O2O 업계에 다양한 비전을 쌓아온 인물이다. IT업계 개발자 대표로 10년 이상의 경험과 30여개의 블록체인 및 인공지능 관련 상표 및 특허를 바탕으로 2018년에는 IT 전문 연구·개발 기업 ㈜코드베르그, 2021년에는 블록체인 연구·개발 기업 ㈜맘모스파운데이션을 설립했다.

## 학력
- 2004년 3월 ~ 2004년 12월: 경주대학교 컴퓨터공학
- 2006년 3월 ~ 2008년 2월: 동주대학교 방송사진영상
- 2009년 3월 ~2009년 12월: 동서대학교 경영학과
- 2011년 3월 ~2012년 12월: 동의대학교 광고사진영상
- 2014년 3월 ~ 2016년 3월: 신라대학교 경영학과
- 2020년 7월 ~: KAIST 경영대학 AIM

## 소속

### ㈜코드베르그
㈜코드베르그는 4차 산업혁명의 핵심기술인 증강현실, 인공지능, 블록체인 등 다양한 기술 개발 경험과 플랫폼 기획, 개발, 운영 경험을 풍부하게 가지고 있는 전문 연구·개발 기업이다.
㈜코드베르그는 코드(Code)와 산맥(Berg)의 합성어이다. '코드로 산맥을 이루다'라는 뜻으로 '수많은 코드로 못 만다는 기술이 없다'라는 의미를 내포하고 있다. 2011년 광고마케팅 전문 컨설팅 기업을 시작으로 벤처기업으로의 성장, 부산광역시장 표창과 신기술 혁신상 수상 및 다양한 인증과 함께 인공지능 앱을 개발하여 늘 새로운 IT 서비스를 개발하는 전문 연구·개발 기업으로 발돋움하였다. 또한 2016년 증강현실을 기반으로 한 조황서비스 제공 시스템, 보안성을 강화한 암호화폐 관리시스템, 인공지능 기반의 데이터 처리 시스템 등 4차 산업혁명의 핵심기술에 대한 특허를 보유함으로써 대한민국 IT 산업의 보편화와 기술 발전에 힘을 보태고 있다.
주요 사업

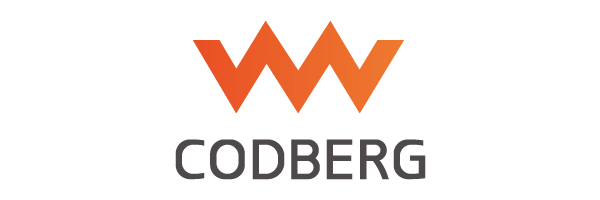
(주)코드베르그

- 인공지능(AI): 빅데이터를 딥러닝 기술에 활용하여 찾는 정보를 보다 더 빨리, 보다 더 정확하게 분석하고 맞춤 제공한다. 한 번 등록한 정보는 다시 기록하지 않아도 되고, 변경할 정보는 미리 예측하여 제시하는데 신속할 뿐만 아니라 높은 정확도를 자랑한다.
- 증강현실(AR): ㈜코드베르그만의 증강현실 기술은 고객의 위치를 알고 고객이 원하는 정보를 금새 찾아낸다. GPS 좌표와 ㈜코드베르그의 위치정보 기술을 통해 높은 정확도로 위치를 파악하고, 위치에 따라 사용자가 원하는 정보를 실시간으로 제공한다.
- 블록체인 및 핀테크: 블록체인 기술을 통해 암호화폐를 관리하고 더 쉽고 편리한 금융생활을 시작할 수 있다. ㈜코드베르그의 블록체인 및 핀테크 기술은 언제나 빅데이터와 인공지능 기술을 동반하고 있다. 사용자가 원하는 정보는 미리 신속하게 제공할 뿐 아니라 전 세계 어디에서든 거래 환경을 지원하고 결제, 지갑, P2P, 환전 등 다양한 금융 서비스를 가장 안전하게 누릴 수 있도록 지원한다.
- 플랫폼 서비스: ㈜코드베르그가 보유하고 있는 모든 IT 기술을 통해 또 하나의 생태계를 만든다. 이 생태계를 통해 언제나 빠르고 스마트한 서비스를 누릴 수 있다. ㈜코드베르그의 모든 IT 기술은 기술로서의 역할을 해낼 뿐 아니라 각 기술만의 장점을 모아 새로운 서비스를 제공하기도 한다.
- 소프트웨어 구축: 고객의 비즈니스를 위해 더 나은 운영과 환경을 제공한다. 웹, 앱, 플랫폼은 물론 고객이 원하는 비즈니스를 ㈜코드베르그의 통합 솔루션과 함께할 수 있다. ㈜코드베르그에서 제작하는 소프트웨어는 고객이 사용하는 플랫폼이나 비즈니스 형태에 따라 채굴기, 결제 단말기, 온라인 채널 등 다양한 형태로 제작된다.

서비스
- 알비토(RBTO): 블록체인과 인공지능이 융합된 종합 라이프 스타일 레저 플랫폼으로 캠핑, 낚시, 골프 등 레저 활동에 대한 모든 콘텐츠를 알비토 플랫폼에서 즐기고, 예약부터 쇼핑까지 원스톱으로 이용할 수 있다.
- 애인즈(AiinZ): 인공지능을 활용한 새로운 소셜 플랫폼으로 언제 어디서나 소중한 사람들과 소통할 수 있는 공간을 마련한다.
- 비트럭스(Bitrucks): 암호화폐 거래소로 빠르고 안정적으로 최고의 보안을 통해 사용자의 안전한 암호화폐 거래를 지원한다.
- 맥시저(Maxizer): 한 단계 더 발전된 기술력으로 불필요한 결제 단계를 최소화하는 시스템 속에서 포인트까지 관리되는 모두를 위한 암호화폐이다.
- 코볼트(covolt’s): 전 세계의 실시간 시세를 반영한 모의투자 거래소로 전문가들과의 커뮤니티 서비스와 인공지능 기반 투자 정보를 제공받을 수 있다.

### ㈜맘모스파운데이션

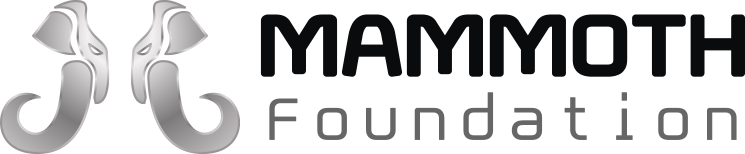
(주)맘모스파운데이션

㈜맘모스파운데이션은 자체 블록체인 기술을 기반으로 개발한 메인넷 Giant Mammoth Chain(자이언트 맘모스 체인) 및 해당 체인을 기반으로 한 다양한 플랫폼을 운영하는 블록체인 연구·개발 기업이다. 본사는 싱가포르에 있으며 한국과 영국, 일본에 지사가 있다. 이외에 호주, 캐나다, 미국, 홍콩, 우즈베키스탄 등 세계 각국의 파트너들과 함께 프로젝트를 진행하고 있으며, 각국의 수많은 글로벌 네트워크 인프라를 형성하고 있다.
주요 사업
- Giant Mammoth Chain: Giant Mammoth Chian은 ㈜맘모스파운데이션의 자체 블록체인 기술을 기반으로 개발된 메인넷이다. Giant Mammoth Chain은 BNB체인 애플리케이션 사이드체인(BAS)을 베이스로 스마트 계약 기반 애플리케이션을 실행하기 위해 구축된 블록체인 네트워크로, 바이낸스 스마트 체인의 높은 확장성은 그대로 유지하고 더욱 저렴한 수수료와 빠른 거래 속도를 지원한다. 또한 이더리움의 가상 머신(EVM)과 완벽히 호환이 가능하며 스마트컨트랙트를 지원해 마이그레이션 및 커스터마이징에 용이하기 때문에 다양한 솔루션 활용이 가능하다. 또한 Giant Mammoth Chian 생태계에는 일생생활 속 다양한 서비스와 블록체인 기술이 융합된 다양한 라이프 BaaS가 구축되어 있다.
- GMMT: GMMT는 Giant Mammoth Chain의 네이티브 코인이다. 현재 BitMart, MEXC, BitForex, Indodax 등 11개 글로벌 거래소에 상장되어 있다.[2]

서비스
- iVORYSwap(DEX): ivorySwap(아이보리스왑)은 Giant Mammoth Chain을 기반으로 구축된 탈중앙화 거래소(DEX)이다. 빠른 거래 속도와 낮은 수수료를 바탕으로 사용자들에게 부담 없는 거래 환경을 제공하고 사용자들의 토큰 거래, 파밍, 스테이킹 등 기능을 지원한다.
- EDEM(NFT 마켓 플레이스): EDEM(에뎀)은 NFT 마켓 플레이스 및 애그리게이터이다. EDEM은 사용자들이 여러 마켓 플레이스를 방문해 비교하지 않고도 NFT를 현명하게 거래할 수 있도록 각 마켓 플레이스의 거래량, 가격, 수수료 통계와 마켓 고유의 유동성 데이터를 수집하고 제공한다. 또한 사용자가 한 번의 거래로 여러 마켓에서 다수의 NFT를 구매할 수 있도록 돕는다. 따라서 사용자들은 시간과 거래 수수료를 절약할 수 있다.
- Cokili(S2E): Cokili(코킬리)는 Giant Mammoth Chain 기반의 B2C, C2C e커머스 플랫폼이다. 사용자들은 Cokili에서 토큰을 사용해 물품을 판매 및 구매하고 중고 거래를 할 수 있다.
- WALK:DONI(M2E): Walkdoni(워크도니)는 기능성 슈즈와 NFT로 운동을 통해 수익을 얻을 수 있는 M2E 플랫폼이다. IoT 칩이 결합된 전용 신발을 신고 Walkdoni NFT와 휴대폰 블루투스를 연결한 뒤 걸으면 걸음 수, 이동 거리, 소모 칼로리 등에 따라 리워드를 창출할 수 있으며 해당 리워드의 10%는 기업의 공식 후원처와 도움이 필요한 곳에 기부된다.
- E-Paradise(C2E): E-Paradise(이 파라다이스)는 2024년 1분기에 오픈 예정인 블록체인 기반 웹툰 및 웹소설 플랫폼이다. 사용자는 E-Paradise에서 웹툰과 웹소설을 즐길 수 있으며 크리에이터는 본인의 작품을 플랫폼에 기재할 수 있다.
- Ganesha(Blockchain Casino): Ganesha(가네샤)는 암호화폐 지갑과 연동되는 블록체인 기반 카지노이다. Ganesha는 각 게임의 결과가 중앙 집중 서버가 아닌 스마트계약의 알고리즘에 의해 결정되기 때문에 게임의 조작이나 간섭이 불가능한 투명성과 공정성이 담보된 카지노이며 모든 배팅이 암호화되어 있기 때문에 사기 및 해킹 위험이 낮다.
- GM Wallet: GM Wallet(지엠 월렛)은 GMMT 전용 암호화폐 지갑이다. 토큰 거래, 투자, 스테이킹, NFT 관리 등 기능을 지원한다.
- Game Project M: Game Project M(게임 프로젝트 엠)은 맘모스파운데이션에서 개발중인 온라인 게임이다.

## 연혁

### 2011년
- 임프미디어 설립

### 2012년
- ㈜NHN 공식광고대행 계약 체결
- Overture Korea 공식광고대행 계약 체결
- ㈜DTSI 업무제휴 계약 체결

### 2013년
- 벤처기업인증 취득
- 기업 부설연구소 설립
- 부산울산벤처기업협회 가입 및 부산형 착한 기업 지정
- 고블린엔터테인먼트 설립
- 창조경제타운 멘토 등록
- ㈜리얼클릭, ㈜네오클릭, ㈜애드앤클릭 공식광고대행 계약 체결
- Google GDN 계약 체결 부산형 착한 기업 지정

### 2014년
- ISO 9001 인증
- 부산광역시장 표창 및 신기술혁신상 수상

### 2015년
- 몬스터웍스 설립
- 몬스터 LAB R&D연구소 설립
- ETH 채굴 공장 7개 운영(국내)

### 2016년
- 인공지능 APP 개발
- 머니봇, 인포로이드 사업본부 신설 및 추진
- 엑사글로벌, 에임루트 인포로이드 사업 공동 추진
- 경남대학교 MOU 체결 및 한불포럼 진행
- 다나까, 산으로, 필드로, 기신영 등
- AR 서비스 사업 추진 신기술 혁신상 수상
- 대한민국 ICO 2번쨰로 진행
- BTC 채굴장 운영(중국 사천 내몽고)
- 라이트코인 채굴(키르기스스탄)

### 2017년
- Talk Application 출시
- Fin-Tech 사업부 신설
- 국내 최초 12way 채굴기 개발
- Mining pool 개발
- M&D Coporation 설립
- 해외 지사 및 서울 본사설립/부산 지사 확장 이전
- 2017 분산형 착한 기업 지정
- ETH 채굴기 12WAY 최초 개발

### 2018년
- 해킹 사전 차단 보안 기술 개발
- EGJAM 블록체인, 암호화폐 개발
- 국내 1세대 블록체인 오픈소스 코드 개발
- 환경 지원 플랫폼 EGJAM 개발

### 2019년
- 앤어워드 Specialized Company Winner 수상
- 웹어워드코리아 인터넷서비스분야 대상 수상
- RBTO 블록체인 개발
- 비트럭스 암호화폐 거래소 개발
- FPGA 레이븐 코인 채굴기 최초 개발(인텔과 협력)

### 2020년
- Social media commerce app 'AiinZ' 오픈
- RBTO mobile Wallet 오픈
- 글로벌 암호화폐 거래소 'Genesis.ex’ 개발

### 2021년
- Public multi-wallet ‘CoinFit’ 오픈
- 스포츠 승부 예측 플랫폼 ‘ScoreClass’ 오픈
- 데이터 분산 저장 플랫폼 ‘Filering’ 개발
- 비즈니스 부동산 중계 플랫폼 ‘공상사’ 개발
- IPFS 기반 IDC 센터 구축

### 2022년
- Mainnet ‘Mammoth Chain’ 개발 및 론칭
- 1st Seoul Off-Line Meet-up
- 탈중앙화 거래소 ‘ivorySwap’ 개발
- 2nd Tokyo Off-Line Meet-up

### 2023년
- Giant Mammoth Chain 론칭
- P2E 플랫폼 ‘Walkdoni’ 개발
- NFTmarketplace 플랫폼 ‘EDEM’ 개발
- 블록체인 기반 E-commerce ‘Cokili’ 개발

## 특허 및 상표
| 취득구분 | 특허구분 | 출원 및 등록번호 | 등록일자   | 둥록국가 | 지식재산권 명                                                       | 발명인 | 공동출원인 |
| -------- | -------- | ---------------- | ---------- | -------- | ------------------------------------------------------------------- | ------ | ---------- |
| 특허등록 | 상표     | 제41-033328      | 2017-04-04 | 대한민국 | 다니까                                                              | 백종윤 | 백종윤     |
| 특허등록 | 특허     | 제10-1763536     | 2017-07-25 | 대한민국 | 이벤트 연동 교육서비스 제공시스템                                   | 백종윤 | 김종우     |
| 특허등록 | 상표     | 제40-1282892     | 2017-09-05 | 대한민국 | 몬스터웍스                                                          | 백종윤 | 백종윤     |
| 특허등록 | 특허     | 제10-1918358     | 2018-11-07 | 대한민국 | 맞춤형 정보를 제공하는 데이터 센터시스템                            | 백종윤 | 김종우     |
| 특허등록 | 특허     | 제10-1918359     | 2018-11-07 | 대한민국 | 인공지능 기반의 데이터 처리시스템                                   | 백종윤 | 백종윤     |
| 특허등록 | 특허     | 제10-1951408     | 2019-02-18 | 대한민국 | 보안성을 강화한 가상화폐 관리시스템                                 | 백종윤 | 백종윤     |
| 특허등록 | 특허     | 제10-2014047     | 2019-08-19 | 대한민국 | 인공지능 기반의 검색 데이터통합 제공시스템                          | 백종윤 | 백종윤     |
| 특허등록 | 특허     | 제10-2021265     | 2019-09-05 | 대한민국 | 가상화폐 거래서비스 제공시스템                                      | 백종윤 | 백종윤     |
| 특허등록 | 상표     | 제40-1524492     | 2019-09-24 | 대한민국 | 이그잼                                                              | 백종윤 | 백종윤     |
| 특허등록 | 상표     | 제40-1533175     | 2019-10-17 | 대한민국 | 코닉스                                                              | 백종윤 | 백종윤     |
| 특허등록 | 특허     | 제10-2059776     | 2019-12-19 | 대한민국 | 블록체인 기반의 가상화폐를 이용한 스포츠결과 예측 서비스 제공시스템 | 백종윤 | 백종윤     |
| 특허등록 | 상표     | 제40-1556810     | 2019-12-23 | 대한민국 | 멕시저                                                              | 백종윤 | 백종윤     |
| 특허등록 | 상표     | 제40-1673007     | 2020-12-15 | 대한민국 | anode                                                               | 백종윤 | 백종윤     |
| 특허등록 | 상표     | 제40-1673011     | 2020-12-15 | 대한민국 | aiinz                                                               | 백종윤 | 백종윤     |
| 특허등록 | 상표     | 제40-1677936     | 2021-01-04 | 대한민국 | SCORECLASS                                                          | 백종윤 | 백종윤     |
| 특허등록 | 상표     | 제40-1691305     | 2021-02-08 | 대한민국 | 몬스트립                                                            | 백종윤 | 백종윤     |
| 특허등록 | 상표     | 제40-1691308     | 2021-02-08 | 대한민국 | monstrip                                                            | 백종윤 | 백종윤     |
| 특허등록 | 상표     | 제40-1691309     | 2021-02-08 | 대한민국 | ㅋㅍ(로고)                                                          | 백종윤 | 백종윤     |
| 특허등록 | 상표     | 제40-1691861     | 2021-02-09 | 대한민국 | RBTO                                                                | 백종윤 | 백종윤     |
| 특허등록 | 상표     | 제40-1691869     | 2021-02-09 | 대한민국 | BITRUCKS                                                            | 백종윤 | 백종윤     |
| 특허등록 | 상표     | 제40-1691874     | 2021-02-09 | 대한민국 | CODXENO                                                             | 백종윤 | 백종윤     |
| 특허등록 | 상표     | 제40-1715289     | 2021-04-13 | 대한민국 | 크프                                                                | 백종윤 | 백종윤     |
| 특허등록 | 특허     | 제10-2423284     | 2022-07-15 | 대한민국 | 분산형 파일 시스템 기반의 파일 분산 저장 시스템                     | 백종윤 | 백종윤     |

## 같이 보기
- Giant Mammoth Chain